# Jung Hae-in
Jung Hae-in (정해인?, 丁海寅?, Jeong Hae-inLR, Chŏng Hae-inMR; Seul, 1º aprile 1988) è un attore e modello sudcoreano.

## Vita privata
Il terzo bisnonno di Jung Hae-in è Jeong Yak-yong, un grande pensatore del successivo periodo Joseon. Si è laureato in Broadcasting Entertainment Department presso la Pyeongtaek University, dove ha partecipato a varie attività tra cui spettacoli musicali.
Si è arruolato nell'esercito militare quando aveva 21 anni. Ha firmato un contratto con la sua agenzia dopo la laurea.
Jung mantiene una stretta amicizia con Lee Jong-suk e Shin Jae-ha, che erano co-protagonisti in Dangsin-i jamdeun sa-i-e.

## Filmografia

### Cinema
- The Youth, regia di Jung Won-sik, Jin-Moo Kim, Park Ga-hee, Ju Seong-su, Ju Seongsu, Kim Jimuk (2014)
- Salut d'Amour, regia di Kang Je-gyu (2015)
- The Moon of Seoul, regia di Yang Ik-Je (2016)
- The King's Case Note, regia di Moon Hyun-sung (2017)
- Conspiracy: Age of Rebellion, regia di Kim Hong-sun (2017)
- Heung-boo: The Revolutionist, regia di Cho Geun-hyun (2018)
- Tune in for Love, regia di Jung Ji-woo (2019)
- Start-Up, regia di Choi Jung-yeol (2019)

### Televisione
- Baengnyeon-ui sinbu (백년의 신부?) – serie TV (2014)
- Samchongsa (삼총사?) – serie TV (2014)
- Blood (블러드?) – serie TV (2015)
- Eungdaphara 1988 (응답하라 1988?) – serie TV (2015)
- Yeah, That's The Way It Is – serie TV (2016)
- Sseulsseulhago challanhasin - Dokkaebi (쓸쓸하고 찬란하神 – 도깨비?) – serie TV (2016)
- Notti bianche – serie TV (2016-2017)
- Dangsin-i jamdeun sa-i-e (당신이 잠든 사이에?) – serie TV (2017)
- Prison Playbook (슬기로운 감빵생활?) – serie TV (2017-2018)
- Something in the Rain (밥 잘 사주는 예쁜 누나?) – serie TV (2018)
- One Spring Night (봄밤?) – serie TV (2019)
- Ban-ui ban (반의 반?) – serie TV (2020)
- D.P. – serie TV (2021-2023)
- Snowdrop (설강화?) – serie TV (2021-2022)
- Connect - Occhio per occhio - miniserie TV (2022)
- Love Next Door 엄마친구아들?, Eommachin-gu-adeulLR) – serie TV (2024)